# The SoulTaker
The SoulTaker (ソウルテイカー?), también Soul Taker (~魂狩~?), es una serie de anime que se centra en un joven llamado Kyosuke Date, quien tras ser asesinado por su madre adquirió la capacidad de transformarse en un monstruo conocido como “The SoulTaker” (Ladrón de Almas). Este anime fue el primer intento del estudio de animación Tatsunoko de crear una serie más adulta, incluso para los estándares japoneses. Consta de 13 episodios y tres especiales de pocos minutos de duración.
Se estrenó en los Estados Unidos en TechTV como parte de Anime Unleashed, y  más adelante en G4 después de la fusión de TechTV.
Existe una serie derivada que se centra en el personaje de Komugi, llamada "La Bruja Enfermera Komugi" (Nurse Witch Komugi). Es una variación de la serie original de un modo similar a Pretty Sammy, pero al centrarse más en la parodia a este tipo de series y otros animes tiene más en común con Puni Puni Poemi.

## Argumento
Tras ser apuñalado en el pecho por su madre moribunda, Kyosuke Date regresa de la muerte y descubre que tiene una hermana gemela llamada Runa y la habilidad de convertirse en un poderoso mutante conocido como SoulTaker. Mientras viaja en busca de su hermana va encontrándose con las Furikas (del inglés flicker, destello), chicas que resultan ser fragmentos del alma de su propia hermana y que son buscadas por las máquinas de la Corporación Kirihara (para intentar localizar a la verdadera Runa con tal de lograr un oscuro propósito) y por los médicos y enfermeras mutantes de Hospital (quienes desean simplemente exterminar a las Furikas y a la propia Runa)
Kyosuke deberá luchar contra ambas organizaciones a lo largo de su viaje y descubrir qué se proponen en realidad, y para ello recibirá la ayuda del misterioso Shiro Mibu y de la enfermera Komugi Nakahara.

## Personajes principales
- Kyosuke Date: Protagonista de la historia, tiene un poder oculto el cual le convierte en SoulTaker durante sus batallas.
- Runa: Hermana de Kyosuke en paradero desconocido.
- Shiro Mibu: Hombre misterioso que decide ayudar a Kyosuke por motivos personales. Parece tener especial odio hacia Kirihara y más concretamente hacia la propia vicepresidenta de la compañía, Yui.
- Komugi Nakahara: Amiga "enamorada" de Kyosuke, que traiciona a Hospital para acompañarle en su viaje. Protagonista de los tres especiales y de su propia serie derivada, Nurse Witch Komugi.
- Yui Kirihara: Vicepresidenta de la Corporación Kirihara.
- Richard Vincent: Director de Hospital.
- Furikas: Fragmentos del alma de Runa en forma de chicas jóvenes, cada uno con personalidad y apariencia propias. Kyosuke tiene un vínculo que le conduce hacia ellas, y son buscadas tanto por la organización Kirihara como por Hospital por diversos motivos.